# Eurytoma aerflora
Eurytoma aerflora är en stekelart som beskrevs av Bugbee 1975. Eurytoma aerflora ingår i släktet Eurytoma och familjen kragglanssteklar. Inga underarter finns listade i Catalogue of Life.